# تانينا معمري
تانينا فيوليت معمري (ولدت في 17 يونيو 2003) هي لاعبة كرة الريشة. ولدت في فرنسا، وتمثل الجزائر دوليًا. فازت بالألعاب الأفريقية عام 2023 وهي بطلة أفريقية 4 مرات مع شقيقها كسيلة معمري. مثلا بلادهما في دورة الألعاب الأولمبية الصيفية 2024 في منافسات الزوجي المختلط.

## الإنجازات

### الألعاب الأفريقية
زوجي سيدات
| السنة | المكان                            | الشريك       | الخصم                         | النتيجة      | النتيجة |
| ----- | --------------------------------- | ------------ | ----------------------------- | ------------ | ------- |
| 2023  | مجمع بورتيمان الرياضي, أكرا، غانا | هالة بوكساني | حسينة كوبوجابي جلاديس مبابازي | 21–23, 14–21 | فضية    |

زوجي مختلط
| السنة | المكان                            | الشريك      | الخصم                    | النتيجة      | النتيجة |
| ----- | --------------------------------- | ----------- | ------------------------ | ------------ | ------- |
| 2023  | مجمع بورتيمان الرياضي, أكرا، غانا | كسيلة معمري | أدهم حاتم الجمل ضحى هاني | 21–11, 21–15 | ذهبية   |

### البطولات الأفريقية
زوجي سيدات
| السنة | المكان                     | الشريك     | الخصم                      | النتيجة      | النتيجة |
| ----- | -------------------------- | ---------- | -------------------------- | ------------ | ------- |
| 2021  | MTN Arena, كامبالا، أوغندا | منيب سيليا | إيمي أكرمان جوهانيتا شولتز | 21–23, 13–21 | فضية    |

زوجي مختلط
| السنة | المكان                                                   | الشريك       | الخصم                    | النتيجة             | النتيجة |
| ----- | -------------------------------------------------------- | ------------ | ------------------------ | ------------------- | ------- |
| 2021  | MTN Arena, كامبالا، أوغندا                               | كسيلة معمري  | أدهم حاتم الجمل ضحى هاني | 21–10, 21–7         | ذهبية   |
| 2022  | Lugogo Arena, كامبالا, أوغندا                            | كسيلة معمري  | جاريد إليوت إيمي أكرمان  | 21–13, 21–14        | ذهبية   |
| 2023  | John Barrable Hall, بينوني, جنوب أفريقيا                 | كسيلة معمري  | أدهم حاتم الجمل ضحى هاني | 21–15, 21–13        | ذهبية   |
| 2024  | مجمع الصالات المغطاة باستاد القاهرة الدولي، القاهرة, مصر | كسيلة معمري  | أدهم حاتم الجمل ضحى هاني | 21–23, 21–16, 21–11 | ذهبية   |
| 2025  | جيمناز دي جابوما، دوالا, الكاميرون                       | تانينا معمري | أدهم حاتم الجمل ضحى هاني | انسحاب              | ذهبية   |

### تحدي/سلسلة BWF الدولية (10 ألقاب, 4 وصافة)
زوجي مختلط
| السنة | البطولة                 | الشريك      | الخصم                                      | النتيجة             | النتيجة |
| ----- | ----------------------- | ----------- | ------------------------------------------ | ------------------- | ------- |
| 2022  | بطولة أوغندا الدولية    | كسيلة معمري | سينثيل فيل جوفينداراسو فينوشا رادهاكريشنان | 19–21, 21–18, 22–20 | فائز    |
| 2022  | بطولة المالديف الدولية  | كسيلة معمري | روهان كابور ن. سيكي ريدي                   | 16–21, 18–21        | وصيف    |
| 2023  | سانتو دومينغو المفتوحة  | كسيلة معمري | لويس مونتويا ميريام رودريغيز               | 21–13, 21–19        | فائز    |
| 2023  | بطولة موريشيوس الدولية  | كسيلة معمري | هاريهاران أمساكارونان فارشيني فيسوانات سري | 16–21, 17–21        | وصيف    |
| 2023  | بطولة ريونيون المفتوحة  | كسيلة معمري | هاريهاران أمساكارونان فارشيني فيسوانات سري | 21–19, 21–14        | فائز    |
| 2023  | بطولة البرازيل الدولية  | كسيلة معمري | دافي سيلفا سانيا ليما                      | 12–21, 15–21        | وصيف    |
| 2023  | بطولة الكاميرون الدولية | كسيلة معمري | ميها إيفانسيتش بيترا بولانك                | 21–17, 21–17        | فائز    |
| 2023  | بطولة أوغندا الدولية    | كسيلة معمري | كادن كاكورا جوهانيتا شولتز                 | 21–17, 21–18        | فائز    |
| 2023  | بطولة مصر الدولية       | كسيلة معمري | جونز رالفي جانسن جوليا ماير                | 19–21, 18–21        | وصيف    |
| 2023  | بطولة الجزائر الدولية   | كسيلة معمري | هوغو شانتاكيسون ليلى زروق                  | 21–12, 21–6         | فائز    |
| 2023  | بطولة غواتيمالا الدولية | كسيلة معمري | لويس مونتويا ميريام رودريغيز               | 21–17, 16–21, 21–19 | فائز    |
| 2023  | بطولة زامبيا الدولية    | كسيلة معمري | ميلفين أبياه فيلينا أبياه                  | 21–5, 21–13         | فائز    |
| 2024  | بطولة مصر الدولية       | كسيلة معمري | بوكا نافانيث ريتيكا ثاكر                   | 23–21, 21–17        | فائز    |
| 2024  | بطولة الجزائر الدولية   | كسيلة معمري | برونو كارفاليو ماريانا بايفا               | 21–17, 21–11        | فائز    |

  بطولة تحدي BWF الدولية
  بطولة سلسلة BWF الدولية
  بطولة سلسلة BWF المستقبلية

## روابط خارجية
تانينا فيوليت معمري على موقع BWF.tournamentsoftware.com (الإنجليزية)
- تانينا فيوليت معمري على موقع BWF.tournamentsoftware.com (الإنجليزية)
- تانينا فيوليت معمري على موقع BWFbadminton.com (الإنجليزية)
- تانينا فيوليت معمري على موقع BWFbadminton.com (الإنجليزية)
- تانينا فيوليت معمري على موقع اللجنة الأولمبية الدولية (الإنجليزية)